# USS Ranger (CV-61)

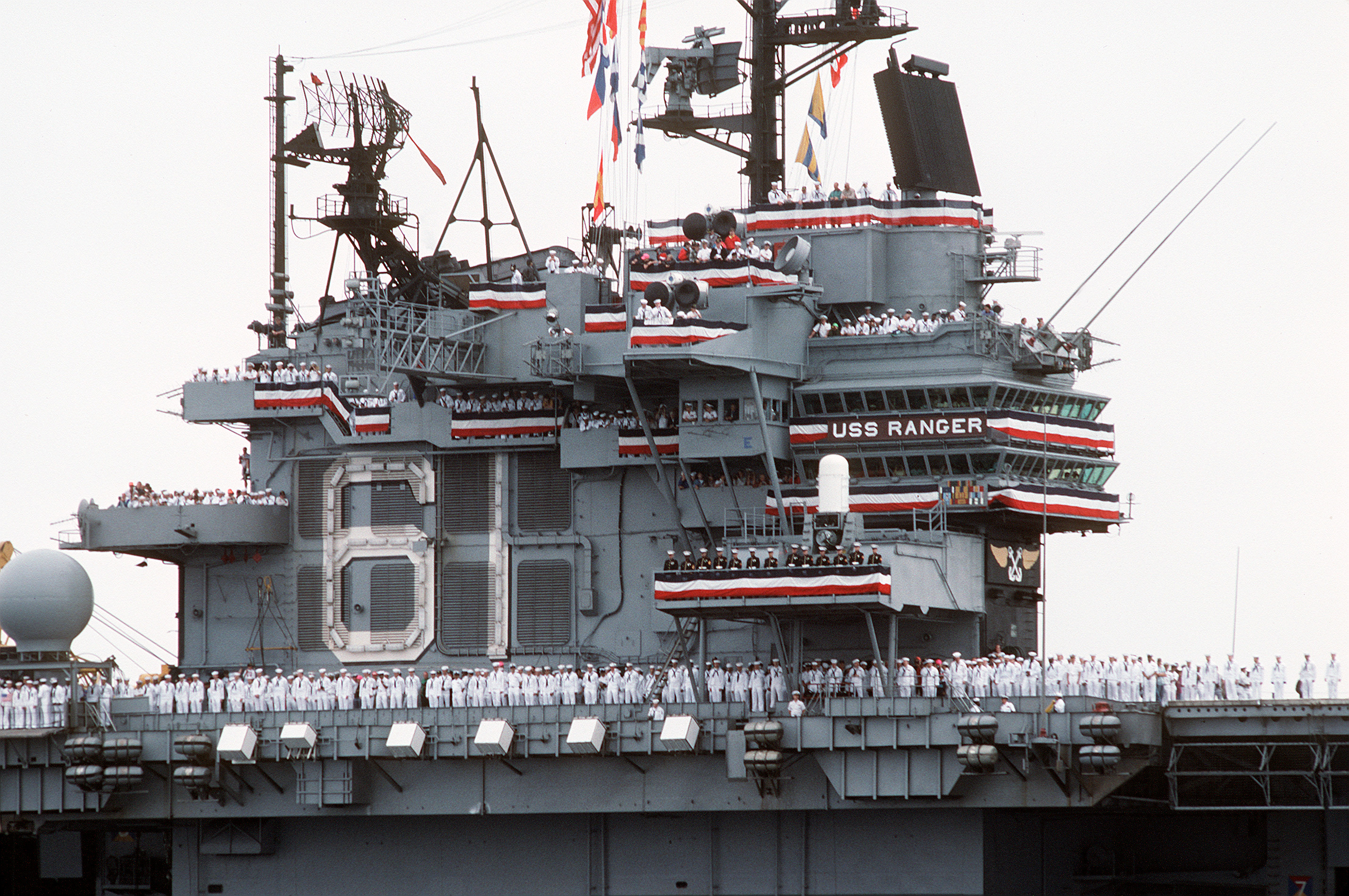
L'USS Ranger de retour après sa participation aux opérations Bouclier du désert et Tempête du désert.

Pour les autres navires du même nom, voir USS Ranger.
L'USS Ranger (CV-61), initialement CVA-61, est le troisième porte-avions de classe Forrestal de l’United States Navy. Il fut en service de 1957 à 1993.

## Historique
L’USS Ranger verra le seul emploi opérationnel d'un Lockheed U-2 pour espionner l'avancement des essais nucléaires français à Moruroa. Un premier vol a lieu le 19 mai 1964 puis un second le 22 mai dans le cadre de l'opération Fish Hawk.
Il est l'un des six porte-avions de l'US Navy engagés dans la guerre du Golfe en janvier 1991.

## Dans la culture
Les scènes à bord d'un porte-avions des films Top Gun et Star Trek 4 : Retour sur Terre sont tournées à son bord, l'USS Enterprise où elles sont censées se passer étant une installation classifiée.
Le porte-avions figure largement en bande dessinée dans le triptyque des Aventures de Buck Danny : La Vallée de la Mort Verte, Requins en Mer de Chine et Ghost Queen.